# Mnesarete pruinosa
Mnesarete pruinosa – gatunek ważki z rodziny świteziankowatych (Calopterygidae). Występuje na terenie Ameryki Południowej.